# Rímac (district)
Pour les articles homonymes, voir Rímac.

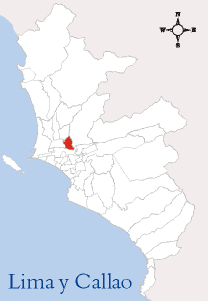
Rímac

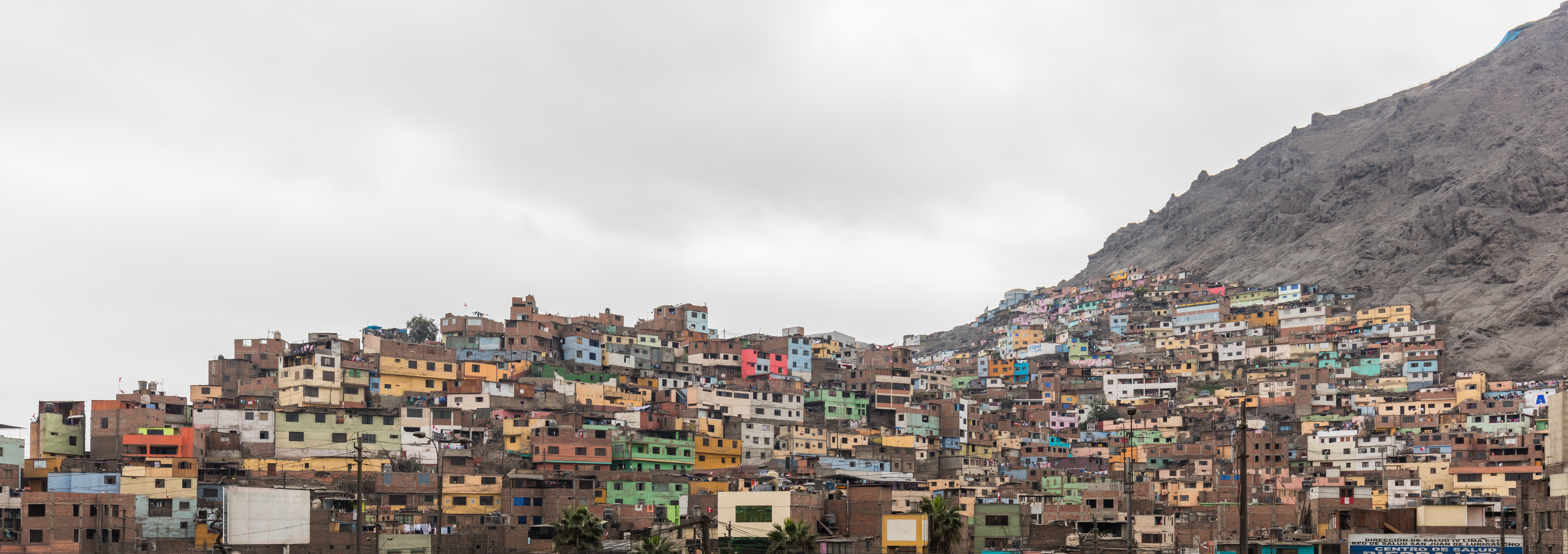
Cerro San Cristóbal, district de Rímac.

Le district de Rímac est un district faisant partie des 43 districts de la province de Lima. 
Le nom Rímac est un mot d'origine quechua signifiant « parler ». 

## Situation
Le district de Rímac est délimité au nord par le district d'Independencia, à l'est par le district de San Juan de Lurigancho, au sud par le district de Lima et à l'ouest par le district de San Martín de Porres. 
Le district est également traversé par la rivière Rímac. 

## Fête
- Avril : Christ Seigneur crucifié del Rímac.